# Deportivo Riestra
A Deportivo Riestra egy argentin labdarúgócsapat Buenos Aires városában. A egyesületet 1931. február 22-én alapították. A klub jelenleg az első osztályban szerepel és a 3 000 néző befogadására alkalmas Estadio Guillermo Lazában játssza hazai mérkőzéseit.
A Deportivo Miestra 2023-ban feljutott az első osztályba, először a történelme során.

## Jelenlegi keret
2024. augusztus 10. szerint.
| #  |     | Poszt | Név                                                               |
| -- | --- | ----- | ----------------------------------------------------------------- |
| 1  | ARG | K     | Ignacio Arce                                                      |
| 3  | ARG | V     | Nicolás Caro Torres (kölcsönben a Cerro Porteño csapatától)       |
| 4  | COL | V     | Yeison Murillo                                                    |
| 5  | ARG | V     | Pedro Ramírez (kölcsönben a Defensa y Justicia csapatától)        |
| 7  | URU | CS    | Antony Alonso (kölcsönben a JJ Urquiza csapatától)                |
| 8  | ARG | CS    | Milton Céliz                                                      |
| 9  | ARG | CS    | Jonathan Herrera                                                  |
| 10 | ARG | KP    | Gonzalo Bravo                                                     |
| 11 | ARG | CS    | Walter Acuña                                                      |
| 12 | ARG | K     | Nahuel Manganelli (kölcsönben a Gimnasia y Esgrima LP csapatától) |
| 13 | ARG | K     | Juan Dobboletta                                                   |
| 14 | ARG | KP    | Pablo Monje                                                       |
| 15 | ARG | V     | Nicolás Sansotre                                                  |
| 16 | ARG | KP    | Guillermo Pereira                                                 |
| 17 | ARG | CS    | Gustavo Fernández                                                 |
| 18 | ARG | V     | Tomás Villoldo                                                    |
| 19 | ARG | KP    | Jonathan Goya                                                     |

| #  |     | Poszt | Név                                                              |
| -- | --- | ----- | ---------------------------------------------------------------- |
| 20 | ARG | CS    | Alexander Díaz (kölcsönben a San Lorenzo csapatától)             |
| 22 | ARG | V     | Cristian Paz                                                     |
| 24 | ARG | V     | Gustavo Benítez                                                  |
| 25 | PAR | KP    | Walter Rodríguez                                                 |
| 26 | ARG | V     | Maximiliano Rodríguez                                            |
| 27 | ARG | V     | Jonatan Goitía                                                   |
| 28 | ARG | CS    | Rodrigo Sayavedra                                                |
| 29 | ARG | K     | Rodrigo Saracho (kölcsönben a Godoy Cruz csapatától)             |
| 30 | ARG | KP    | Leonardo Landriel                                                |
| 31 | ARG | V     | Jeremías James (kölcsönben a San Lorenzo csapatától)             |
| 32 | ARG | CS    | Nicolás Benegas (kölcsönben a Defensores de Belgrano csapatától) |
| 33 | URU | CS    | Maximiliano Brito                                                |
| 35 | ARG | KP    | Braian Sánchez                                                   |
| 36 | ARG | V     | Delfor Minervino (kölcsönben az Estudiantes BA csapatától)       |
| 37 | ARG | CS    | Mario Sanabria (kölcsönben az Aucas csapatától)                  |
| 40 | ARG | V     | Alan Barrionuevo (kölcsönben az Almirante Brown csapatától)      |

## Fordítás
Ez a szócikk részben vagy egészben  a   Deportivo Riestra című angol Wikipédia-szócikk fordításán alapul.  Az eredeti cikk szerkesztőit annak laptörténete sorolja fel. Ez a jelzés csupán a megfogalmazás eredetét és a szerzői jogokat jelzi, nem szolgál a cikkben szereplő információk forrásmegjelöléseként.